# Edouard Mununu Kasiala

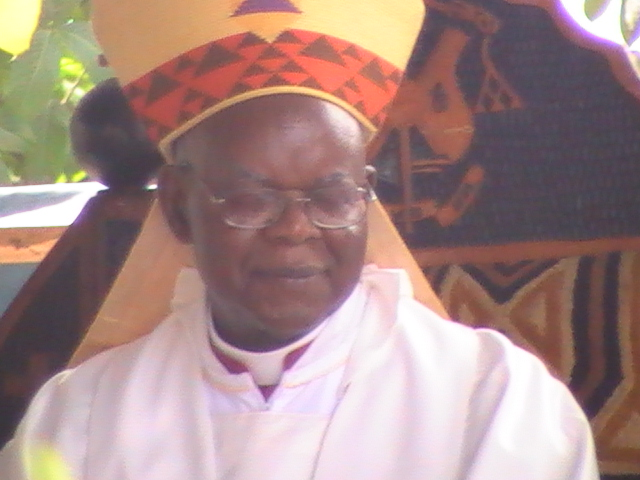
Edouard Mununu Kasiala (2010)

Edouard Mununu Kasiala OCSO (* 15. August 1936 in Bakanga-Pindi, DR Kongo; † 4. Dezember 2022 in Brüssel, Belgien) war ein kongolesischer Ordensgeistlicher und römisch-katholischer Bischof von Kikwit.

## Leben
Mununu Kasiala trat 1958 in das von der belgischen Trappistenabtei Achel aus gegründete Kloster Notre-Dame de l’Èmmanuel in Kasanza im Kongo ein, legte 1965 seine feierliche Profess ab und empfing am 20. August 1967 als erster afrikanischer Priester des Ordens die Priesterweihe. 1972 wurde er zum ersten afrikanischen Oberen (Superior) des Klosters Kasanza bestellt. Von 1984 bis 1985 leitete er das Kloster als Prior.
Am 8. November 1984 ernannte ihn Papst Johannes Paul II. zum Titularbischof von Aquae Flaviae und zum Weihbischof im Bistum Kikwit. Die Bischofsweihe empfing er am 24. März 1985 durch den Bischof von Kikwit, Alexander Mbuka-Nzundu. Mitkonsekratoren waren der Bischof von Idiofa, Eugène Biletsi Onim, und der Bischof von Popokabaka, André Mayamba Mabuti Kathongo.
Am 10. März 1986 ernannte ihn Papst Johannes Paul II. als Nachfolger des verstorbenen Alexander Mbuka-Nzundu zum Bischof von Kikwit. Als Bischof setzte sich Mununu Kasiala unter anderem für die Alphabetisierung der Frauen, die Weiterbildung des Klerus und die Jugendausbildung ein. Weitere Ereignisse seiner Amtszeit waren der Kampf gegen das Ebolavirus, an dem 1995 mehr als 200 Menschen starben, darunter Ordensschwestern; die Gründung des Diözesanradios Tomisa, die Schaffung von zwei spezialisierten Schulen für die Taubstummen und die Blinden, und mehrere andere Aktionen. In der kongolesischen Bischofskonferenz (CENCO) war er Mitglied der Kommission für die Seminare und den Klerus. Von 1991 bis 1996 war er auch Apostolischer Administrator der Diözese Popokabaka. und von Juni bis Dezember 2012 Generaloberer der Ordensgemeinschaft Frères Joséphites du Rwanda. 
Am 19. November 2016 nahm Papst Franziskus seinen altersbedingten Rücktritt im Alter von 80 Jahren an.
Mununu Kasiala starb am 4. Dezember 2022  im Alter von 86 Jahren in der Jesuiten-Kommunität in Brüssel, wohin er zu einer medizinischen Behandlung gereist war.